# Václav Trojan
Václav Trojan (ur. 24 kwietnia 1907 w Pilźnie, zm. 5 lipca 1983 w Pradze) – czeski kompozytor.

## Życiorys
Od 1923 do 1927 roku studiował w Konserwatorium Praskim grę na organach u Bedřicha Antonína Wiedermanna, dyrygenturę u Otakara Ostrčila i Pavla Dědečka oraz kompozycję u Jaroslava Křički. W latach 1927–1929 był studentem w klasie mistrzowskiej Josefa Suka i Vítězslava Nováka, uczęszczał też na kurs muzyki ćwierćtonowej u Aloisa Háby. Po ukończeniu studiów był nauczycielem muzyki, grał też w zespołach tanecznych i rozrywkowych. Od 1937 do 1945 roku zatrudniony był jako dyrektor muzyczny praskiego radia. Od 1949 do 1962 roku był wykładowcą Akademii Sztuk Scenicznych w Pradze.
Jako autor muzyki filmowej został uhonorowany wieloma wyróżnieniami, m.in. nagrodą specjalną miasta Walencji (1962), nagrodą Mercurio d’Oro (1962) i srebrnym medalem Comité International pour la Diffusion des Arts et des Lettres par le Cinéma. W 1972 roku otrzymał tytuł zasłużonego artysty, a w 1982 roku artysty narodowego.

## Twórczość
Pisał muzykę tonalną, prostą i regularną rytmicznie, cechującą się pogodnym charakterem. Czerpał z tradycji muzyki czeskiej, na szeroką skalę wykorzystywał nawiązania do tańców ludowych lub współczesnej muzyki tanecznej. Największą popularność zdobył jako autor muzyki ilustracyjnej do filmów animowanych Jiříego Trnki.

## Wybrane kompozycje
(na podstawie materiałów źródłowych)

### Utwory orkiestrowe
- Tarantella (1940)
- Pohádka (1946)
- Průvod starobylou Prahou na instrumenty dęte blaszane i kotły (1957)
- Tarantella di Taranto (1957)
- Pohádky na akordeon i orkiestrę (1959)
- Sinfonietta armoniosa na orkiestrę kameralną (1970)
- Poetická suita (1972)
- Shakespearův úsměv (1972)
- Čtyři karikatury (s jednou navíc) na orkiestrę dętą, perkusję i fortepian (1974)
- Concertino na trąbkę i małą orkiestrę (1977)

### Utwory kameralne
- Kwartet smyczkowy (1927)
- 2 kwartety smyczkowe (I 1929, II 1945)
- 2 kwintety dęte (I 1937, II 1953)
- wariacje Slavné monology Mošnovy na kwartet smyczkowy (1944)
- Princ Bajaja na skrzypce, gitarę i akordeon (1967)
- Divertimento na kwintet dęty (1977)
- Noneto Favoloso na flet, obój, klarnet, róg, skrzypce, altówkę wiolonczelę i kontrabas (1977)

### Utwory wokalno-instrumentalne
- kantata Naše vlast v písni a tanci na głosy solowe, chór i orkiestrę (1936)
- Z Čech do Moravy na głosy solowe, chór i orkiestrę (1940)
- České pastorely na chór dziecięcy lub żeński, głosy solowe, 2 akordeony i perkusję lub fortepian (1966)
- Rozpustila abeceda na chór dziecięcy i fortepian (1976)

### Utwory sceniczne
- opera dziecięca Kolotoč (1939, wyst. Ostrawa 1960)
- baśń sceniczna Zlatá brána (1973)
- pantomima baletowa Sen noci svatojánské (1982)

### Muzyka do filmów animowanych
- Spaliček (1947)
- Císařův slavík (1948)
- Bajaja (1949)
- Osudy dobrého vojáka Švejka (1954)
- Sen noci svatojánské (1958)